# Клемм, Фридрих Густав
Фридрих Густав Клемм (нем. Friedrich Gustav Klemm; 12 ноября 1802, Хемниц, курфюршество Саксония — 26 августа 1867 или 25 августа 1867, Дрезден) — немецкий историк, библиотекарь

 и коллекционер.

## Жизнь
Родился в Хемнице в семье саксонского генерала. В 1821 году поступил в Лейпцигский университет на юридический факультет, однако чувствовал в себе интерес к истории и к библиотечному делу. В 1825 году закончил Йенский университет диссертацию по библиотечному делу, и поселился в Дрездене. Большую часть жизни работал в королевской библиотеке в Дрездене: с 1826 года вторым секретарём, с 1834 года — библиотекарем, с 1852 года -директором. Был эрудитом, писал стихи. Также руководил королевскими коллекциями. В 1831 году женился. Путешествовал по Италии, однако предпочитал кабинетные занятия и неохотно отправлялся в какие-либо поездки.
Клемм собрал огромную этнографическую коллекцию, которая дала материал для его сравнительных работ по истории культуры и стала основой Этнографического музея Лейпцига. В конце жизни практически потерял зрение. Его сын, Густав Йоханнес — горный инженер.

## Работы
Ранние работы Клемма были посвящены широкому кругу тем: от книги «Аттила в истории, молве и предании» (нем. «Attila nach der Geschichte, Sage und Legende»; Лейпциг, 1827) до «Истории Баварии» (нем. «Die Geschichte von Bayern»; Дрезден, 1828). В дальнейшем научные интересы Клемма уверенно определились как лежащие в области истории культуры, отлившись в два фундаментальных труда: «Всеобщую историю культуры человечества» (нем. «Allgemeine Kulturgeschichte der Menschheit»; Лейпциг, 1843—1852) и «Всеобщую науку о культуре» (нем. «Allgemeine Kulturwissenschaft»; Лейпциг, 1854—1855). Помимо этого, Клеммом написаны «Handbuch der germ. Altertumskunde» (Дрезден, 1835); «Italica» (Дрезден, 1839); «Die Frauen» (Дрезден, 1854—1858) и др.

## Вклад
Считается одним из создателей культурного эволюционизма и в то же время расовой теории (по влиянию на современников его работы «Всеобщая культурная история человечества» его роль сравнивают с ролью Жозефа Гобино). Клемм впервые объединил сравнительные этнографические описания с расовой теорией, причём начал объяснять различия в уровне развития культур разных народов именно различными свойствами разных рас. Его эволюционная идея культуры повлияла на «отца этнографии» Э. Тайлора.